# Ondřejovsko
Ondřejovsko är ett berg i Tjeckien.   Det ligger i regionen Zlín, i den östra delen av landet, 250 km öster om huvudstaden Prag. Toppen på Ondřejovsko är 620 meter över havet, eller 127 meter över den omgivande terrängen. Bredden vid basen är 1,9 km.
Terrängen runt Ondřejovsko är kuperad norrut, men söderut är den platt. Runt Ondřejovsko är det tätbefolkat, med 343 invånare per kvadratkilometer. Närmaste större samhälle är Zlín, 11,1 km söder om Ondřejovsko. Trakten runt Ondřejovsko består till största delen av jordbruksmark.